# Théâtre de la Mer
Le Théâtre de la Mer est un théâtre à ciel ouvert de la ville de Sète, en France. Ce théâtre est en fait un ancien fort, le fort Saint-Pierre.

## Le fort Saint-Pierre

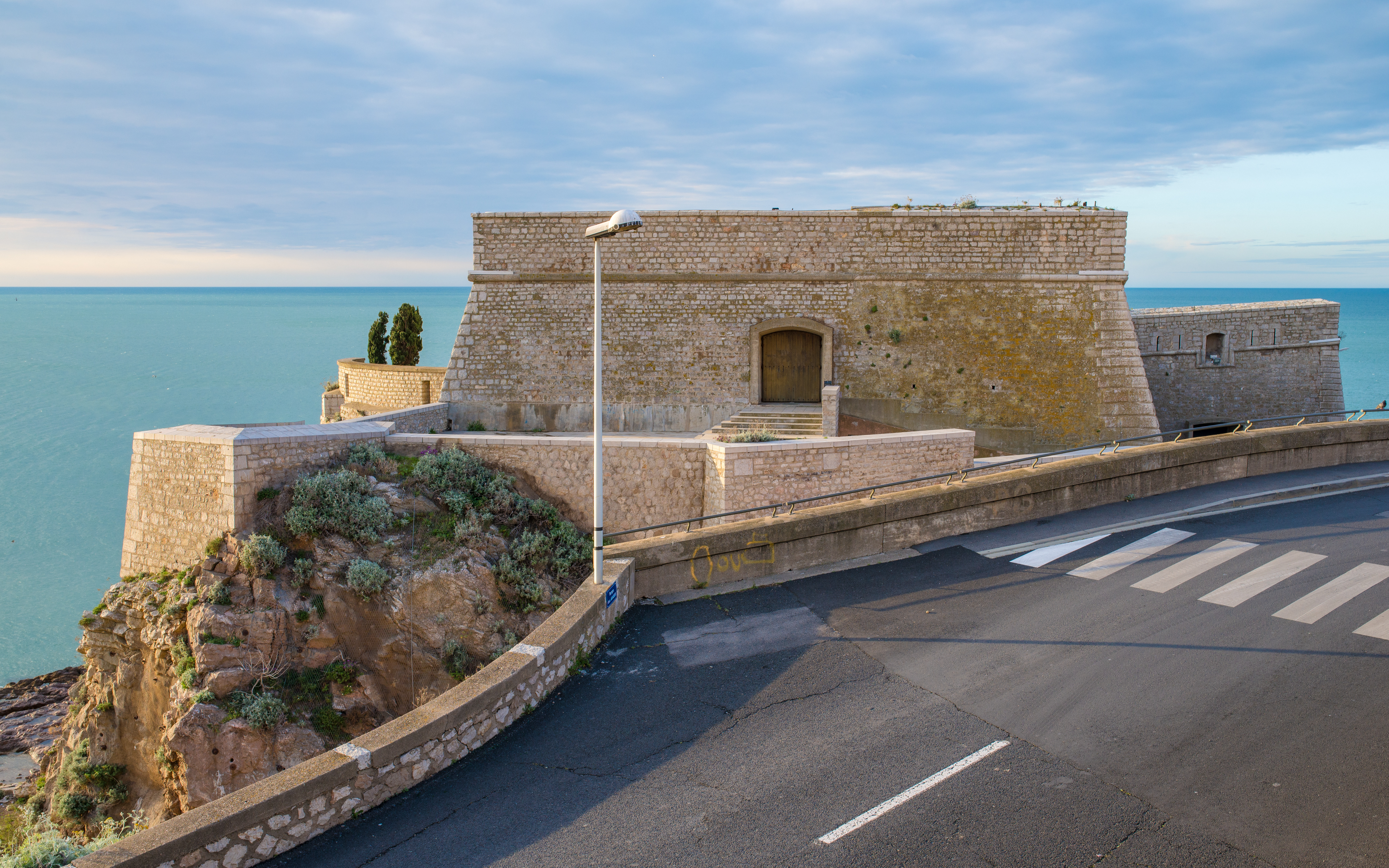
Vue depuis le nord.

Le fort Saint-Pierre fut construit par Antoine Niquet, disciple de Vauban. Ce point défensif fut jugé nécessaire à la suite d'une attaque anglaise sur la côte.
En effet, à l’aube du 25 juillet 1710, les sètois aperçurent une flotte anglaise qui s’apprêtait à fondre sur la ville. Affolée, la population prit la fuite à travers l’étang de Thau. La ville de Sète resta sous domination anglaise durant quelques heures, jusqu’à l’arrivée du Duc de Noailles et de ses troupes.
Les travaux commencèrent en 1743 et se terminèrent en 1746. Ce Fort avait pour mission de défendre le port de Sète contre les attaques anglaises et permettait de surveiller les navires arrivant du côté d'Agde. Il s’agit d’un hexagone irrégulier, bâti sur sept plates-formes disposées en amphithéâtre face à la mer, et pourvues de batteries de canons. Il fonctionnait en duo avec un second Fort, le Fort Richelieu, lui aussi situé à Sète. Les deux bâtiments pouvaient croiser leurs tirs pour être plus efficace. 
Il servit notamment de caserne sous l’ancien régime, et reçut des prisonniers arabes lors de la conquête de l’Algérie dont Abd-el-Kader le 24 avril 1848.
Plus tard, en 1914, l'endroit fut réquisitionné pour servir d'hôpital, afin d'accueillir les troupes revenant d'Afrique et présentant des maladies infectieuses. C'est à ce moment que le Fort est cédé aux hospices de la ville, et c'est pourquoi le propriétaire légal est encore l'hôpital de Sète. Il reste prêté pour 1 euro symbolique à la ville de Sète.  
En 1944, le fort est fortement endommagé lors de la fuite des Allemands.

## Le Théâtre de la Mer
Le fort Saint-Pierre fut réaménagé en théâtre à partir de 1959, et put ouvrir ses portes en 1960. Il n'était initialement pas destiné à la musique mais au théâtre, d'où son ancien nom de Théâtre Jean Vilar. Pendant des années, sous l'impulsion de l'acteur Jean Deschamps, de nombreux grands comédiens français sont venus s'y produire. Cette scène est tombée en désuétude malgré plusieurs tentatives de relance, notamment dans les années 1980 puis dans les années 1990 avec un rattachement à la scène nationale.
Ses premières grandes heures musicales furent offertes par Claude François dans les années 1970. Depuis, de nombreux artistes sont venus s'y produire, comme Ben Harper, Laurent Voulzy, Thomas Dutronc ou encore Didier Lockwood. La chanteuse Lorie Pester plus connue sous le nom de Lorie s'y est produit le 10 juillet 2019.

### Festivals
Plusieurs festivals musicaux se tiennent dans ce théâtre, comme la Fiest'A Sète, Quand je pense à Fernande, le Demi-Festival ou encore Jazz à Sète.
En 2020, en l'absence des spectacles vivants dus à la pandémie de Covid, est né le festival Le Cinéma de la Mer qui propose, en cinq soirées, des projections de films en plein air, des spectacles, des courts-métrages tournés en Occitanie, et des concerts d'artistes locaux et régionaux. Pour la saison 3 en 2023, 4 800 festivaliers en cumulés sont présents
.

### Un cadre unique

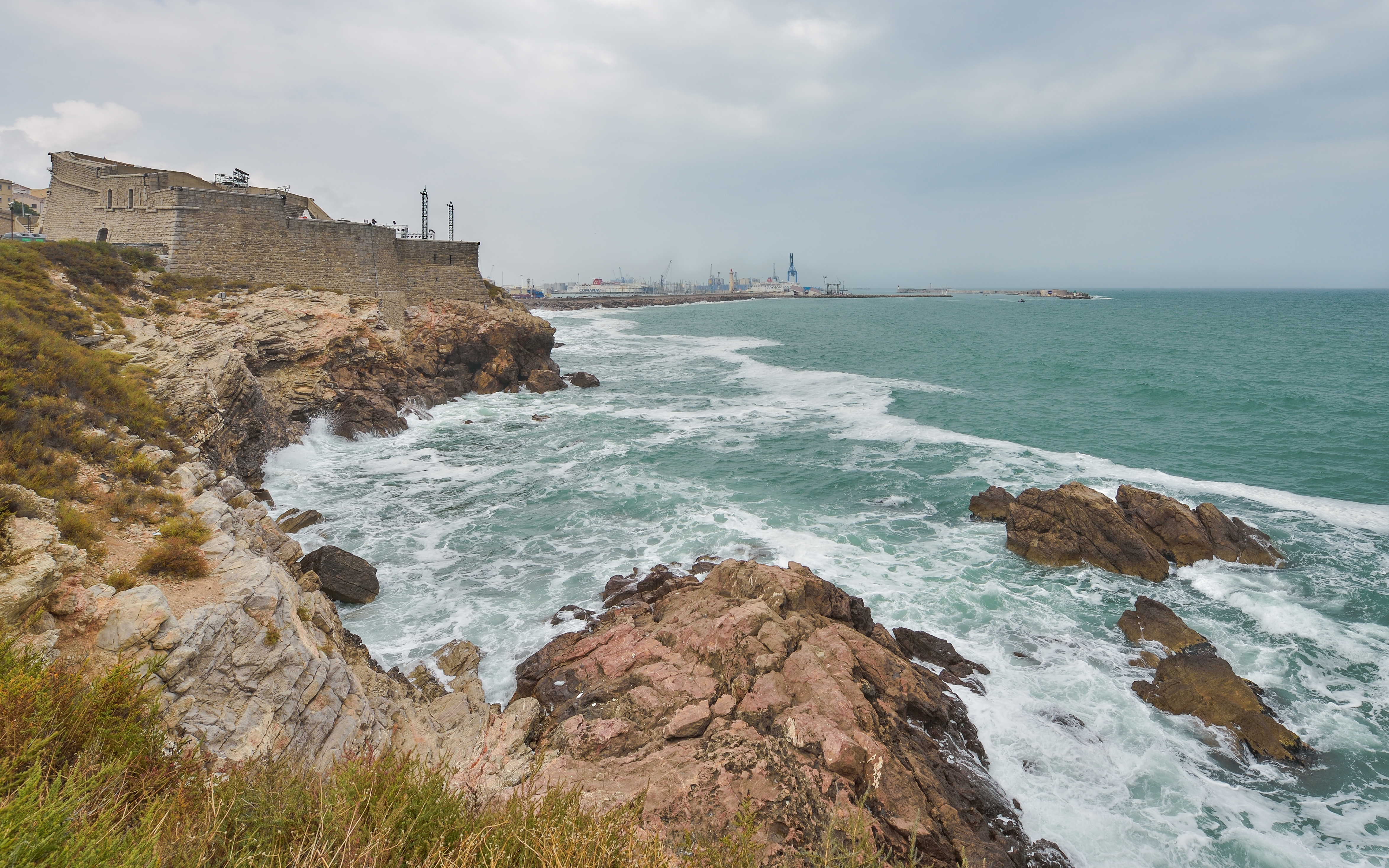
Le théâtre, posé sur les falaises au-dessus de la mer.

Ce théâtre est situé de façon que les spectateurs puissent admirer l'artiste et la mer dans un même temps. Ben Harper a même chanté une chanson dos tourné au public, afin d'admirer le reflet de la lune sur la mer. Laurent Voulzy trouve lui cet endroit « magique ».
Les soirs de concert, les Sètois prennent leur bateau et se rendent en mer, à côté du théâtre, pour profiter du spectacle.

### Le futur du théâtre
Des travaux sont envisagés pour faire passer le nombre de places à plus de 2 000.

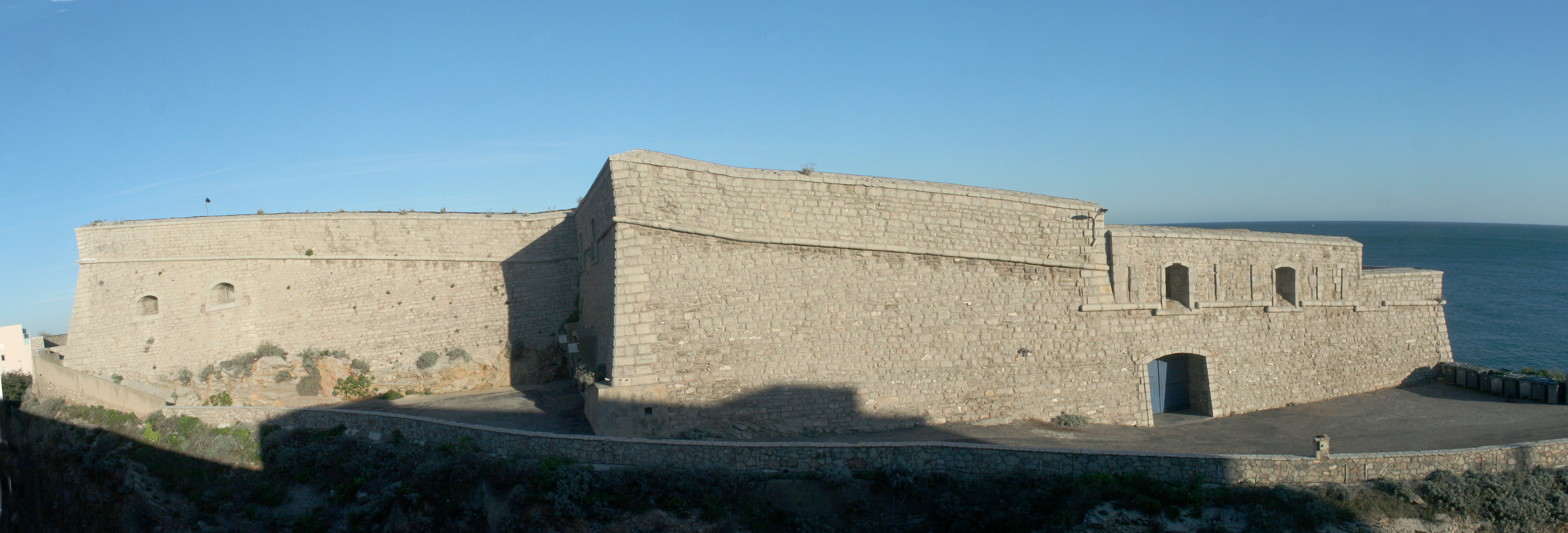
Le théâtre, vu depuis la montée des arabes.